# كانتون أونيا
كانتون أونيا (بالإنجليزية: Oña Canton)‏ هو كانتون في الإكوادور، يتبع مقاطعة أزواي، ينقسم لأبرشيتين.

## السكان
حسب التعداد الإكوادوري لعام 2010، بلغ عدد سكانه 3583 والمجموعات العرقية كالتالي:
| العرقية               | النسبة |
| --------------------- | ------ |
| ميستيثو               | 93%    |
| اللاتينيون            | 2.3%   |
| الإكوادوريون الأفارقة | 1.0%   |
| مونتوبيو              | 0.2%   |
| السكان الأصليون       | 3.6%   |
| أخرى                  | 0.1%   |